# Flavigny (Marna)
Flavigny è un comune francese di 196 abitanti situato nel dipartimento della Marna nella regione del Grand Est.

## Società

### Evoluzione demografica
Abitanti censiti